# Championnat de Slovénie de football 2018-2019
Navigation
2017-2018 2019-2020
La saison 2018-2019 du championnat de Slovénie de football est la vingt-huitième édition de la première division slovène à poule unique, la PrvaLiga. Les 10 meilleurs clubs slovènes jouent les uns contre les autres à 4 reprises durant la saison, 2 fois à domicile et 2 fois à l'extérieur. À l'issue de la saison, l'avant-dernier joue un barrage de promotion-relégation et le dernier est directement relégué en D2.
L'Olimpija Ljubljana, tenant du titre, défendra son sixième titre de champion de Slovénie.

## Les clubs participants
- Olimpija Ljubljana
- NK Maribor
- NK Domžale
- NK Rudar Velenje
- NK Celje
- ND Gorica
- NK Krško
- NK Aluminij
- NK Triglav Kranj
- NŠ Mura - Promu de D2

## Compétition

### Classement
Le classement est établi sur le barème de points classique (victoire à 3 points, match nul à 1, défaite à 0).
Pour départager les égalités, on tient d'abord compte du nombre de points en confrontations directes, puis de la différence de buts en confrontations directes, puis du nombre de buts marqués en confrontations directes, puis de la différence de buts générale et enfin du nombre total de buts marqués.
| Rang | Équipe                 | Pts | J  | G  | N  | P  | Bp | Bc | Diff |
| ---- | ---------------------- | --- | -- | -- | -- | -- | -- | -- | ---- |
| 1    | NK Maribor             | 78  | 36 | 23 | 9  | 4  | 82 | 34 | +48  |
| 2    | Olimpija Ljubljana T C | 69  | 36 | 20 | 9  | 8  | 73 | 47 | +26  |
| 3    | NK Domžale             | 63  | 36 | 18 | 9  | 9  | 76 | 47 | +29  |
| 4    | NŠ Mura P              | 52  | 36 | 13 | 13 | 10 | 53 | 37 | +16  |
| 5    | NK Celje               | 49  | 36 | 12 | 13 | 11 | 45 | 51 | -6   |
| 6    | NK Aluminij            | 48  | 36 | 14 | 6  | 16 | 50 | 53 | -3   |
| 7    | NK Rudar Velenje       | 43  | 36 | 12 | 7  | 17 | 50 | 73 | -23  |
| 8    | NK Triglav Kranj       | 37  | 36 | 10 | 7  | 19 | 51 | 83 | -32  |
| 9    | ND Gorica              | 31  | 36 | 7  | 10 | 19 | 44 | 63 | -19  |
| 10   | NK Krško               | 24  | 36 | 5  | 9  | 22 | 29 | 65 | -36  |

|  | Qualification pour la Ligue des champions de l'UEFA 2019-2020             |
|  | Qualification pour la Ligue Europa 2019-2020                              |
|  | Participation au barrage de promotion-relégation                          |
|  | Relégation en deuxième division                                           |
|  | T : Tenant du titre C : Vainqueur de la Coupe de Slovénie P : Promu de D2 |

### Barrage de promotion-relégation
À la fin de la saison, l'avant-dernier de première division affrontera la deuxième meilleure équipe de deuxième division pour tenter de se maintenir.
| Équipe 1        | Résultat | Équipe 2  | Aller | Retour |
| --------------- | -------- | --------- | ----- | ------ |
| NK Tabor Sežana | 2 - 1    | ND Gorica | 2 - 1 | 0-0    |

Le NK Tabor Sežana est promu en première division tandis que le ND Gorica est relégué.

## Bilan de la saison
| Championnat de Slovénie de football 2018-2019                        |                        |
| Champion                                                             | NK Maribor (15e titre) |
| Coupes et trophées                                                   |                        |
| Vainqueur de la Coupe de Slovénie 2018-2019                          | Olimpija Ljubljana     |
| Qualifications continentales                                         |                        |
| Ligue des champions de l'UEFA 2019-2020                              | NK Maribor             |
| Ligue Europa 2019-2020                                               | Olimpija Ljubljana     |
| Ligue Europa 2019-2020                                               | NK Domžale             |
| Ligue Europa 2019-2020                                               | NŠ Mura                |
| Promotions et relégations                                            |                        |
| Promus en Championnat de Slovénie de football                        | AŠK Bravo              |
| Promus en Championnat de Slovénie de football                        | NK Tabor Sežana        |
| Relégués en Championnat de Slovénie de football de deuxième division | NK Krško               |
| Relégués en Championnat de Slovénie de football de deuxième division | ND Gorica              |